# Ольховка (Далматовский район)
Ольховка — деревня в Далматовском районе Курганской области. Входит в состав Белоярского сельсовета.

## История
До 1917 года входила в состав Белоярской волости Шадринского уезда Пермской губернии. По данным на 1926 год состояла из 93 хозяйств. В административном отношении входила в состав Барабинского сельсовета Белоярского района Шадринского округа Уральской области.

## Население
| 1989 | 2002 | 2010 |
| ---- | ---- | ---- |
| 121  | ↗127 | ↘106 |

По данным переписи 1926 года в деревне проживал 451 человек (204 мужчины и 247 женщин), в том числе: русские составляли 100 % населения.